# Thompson Springs
Thompson Springs es un lugar designado por el censo situado en el condado de Grand, Utah  (Estados Unidos). Según el censo de 2010 tenía una población de 39 habitantes.

## Demografía
Según el censo de 2010, Teasdale tenía una población en la que el 94,9% eran blancos, 0,0% afroamericanos, 0,0% amerindios, 0,0% asiáticos, 0,0% isleños del Pacífico, el 0,0% de otras razas, y el 5,1% pertenecían a dos o más razas. Del total de la población el 0,0% eran hispanos o latinos de cualquier raza.